# Надін Кеслер
Надін Кеслер (нім. Nadine Keßler, нім. вимова: [naˈdiːn ˈkɛslɐ]) — колишня німецька професійна футболістка, нині голова жіночого футболу УЄФА. Виступала за Вольфсбург і збірну Німеччини на позиції півзахисника. Кеслер була лауреаткою нагороди «Найкраща футболістка світу» і «Золотого м'яча» у 2014 році. Тричі вигравала Лігу чемпіонів. У квітні 2016 року вона закінчила кар'єру через травму.

## Досягнення

### Клубні
ФК Саарбрюккен:
- Друга Бундесліга: перемога (2) 2006–07, 2008–09
- Кубок Німеччини: друге місце (1) 2007–08

Турбіне (Потсдам):
- Бундесліга: перемога (2) 2009–10, 2010–11
- Ліга чемпіонів УЄФА серед жінок: перемога (1) 2009–10

Вольфсбург:
- Бундесліга: перемога (2) 2012–13, 2013–14
- Ліга чемпіонів УЄФА серед жінок: перемога (2) 2012–13, 2013–14
- Кубок Німеччини: перемога (2) 2012–13, 2014–15

### За збірну
- Чемпіонат світу з футболу серед жінок U-17: третє місце 2008
- Чемпіонат УЄФА серед жінок до 19 років: перемога (2) 2006, 2007
- Чемпіонат УЄФА серед жінок: перемога (1) 2013
- Кубок Алгарве: перемога (1) 2014

### Індивідуальні
- Медаль Фріца Вальтера: срібло 2006
- Премія УЄФА найкращій футболістці в Європі: перемога 2014
- Гравець року ФІФА: перемога 2014
- Найкращий плеймейкер світу серед жінок IFFHS: перемога 2014